# ماردی گرا (فیلم ۱۹۴۳)
«ماردی گرا» (انگلیسی: Mardi Gras (1943 film)) فیلمی در ژانر موزیکال است که در سال ۱۹۴۳ منتشر شد.